# Theo Benedet
Theo Benedet (Toronto, 12 de octubre de 2001) es un jugador de fútbol gridiron canadiense que juega como tackle ofensivo de los Chicago Bears de la National Football League (NFL). Jugó fútbol americano U Sports para los UBC Thunderbirds.

## Primeros años de vida
Benedet nació en Toronto, Ontario y creció en Vancouver, Columbia Británica. Benedet asistió a la escuela secundaria Handsworth. Creció siendo fanático de los BC Lions, pero no compitió en serio en el fútbol hasta que estuvo en décimo grado en Handsworth. Se comprometió a jugar fútbol americano U Sports para los UBC Thunderbirds de la Universidad de Columbia Británica (UBC).

## Carrera

### Carrera universitaria
Benedet inmediatamente se convirtió en titular en la línea ofensiva de la UBC en su primer año en 2019. La temporada 2020 fue cancelada debido a la pandemia de COVID-19. Apareció en siete juegos durante la temporada 2021. En 2022, fue nombrado All-Canadian del primer equipo y fue el ganador del Trofeo J. P. Metras al mejor liniero a nivel nacional, lo que ayudó al equipo a tener una de las mejores ofensivas terrestres de U Sports además de alcanzar su primera Copa Hardy en cuatro años. Fue el único jugador de U Sports seleccionado para el East-West Shrine Bowl de 2023. Aunque se proyecta que serán una de las mejores selecciones en el draft de la CFL de 2023 junto con su compañero liniero ofensivo de la UBC, Giovanni Manu, ambos optaron por regresar para una última temporada. En 2023, Benedet repitió como selección All-Canadian del primer equipo y como ganador del Trofeo J. P. Metras, convirtiéndose en el primer liniero ofensivo en ganar el trofeo dos veces seguidas; También ayudó a los Thunderbirds a alcanzar la Copa Vanier por primera vez desde 2015.

### Carrera profesional
Benedet fue invitado al College Gridiron Showcase. Además de ser proyectado como una de las mejores selecciones para el draft de la CFL de 2024, también recibió atención como una selección potencial en el draft de la NFL de 2024. No fue seleccionado en el draft de la NFL, pero luego firmó con los Chicago Bears como agente libre no reclutado. Benedet fue seleccionado posteriormente en la segunda ronda (15.° en general) por los BC Lions en el draft de la CFL de 2024.